# Бородавчатый омиас
Бородавчатый омиас (лат. Omias verruca) — жук из семейства Долгоносики.

## Описание
Жук длиной 2—3,5 мм. Тело чёрное, овальной формы. Верхняя сторона тела покрыта негустыми светлыми волосковидными чешуйками, которые сгущены на боках переднеспинки и на шве надкрылий.
Надкрылья широкоовальной формы, сильно выпуклые. Головотрубка короткая, сильно суженная к вершине с почти круглыми усиковыми ямками, расположенными на её верхней стороне. Глаза маленькие, выпуклые. Усики длинные, с прямой рукоятью, заходящей вершиной за передний край переднеспинки. Переднеспинка сильно выпуклая, в 1,3—1,4 раза шире длины, почти матовая, густо покрыта глубокими точками вдвое меньшего диаметра, чем точки в бороздках надкрылий. Самки Omias verruca, единственные в роду, имеют на переднеспинке ямку, заполненную белыми чешуйками, у самцов такой ямки нет.
Бедра чёрные, у обоих полов без зубца, толстые; голени тонкие, передние на вершине не расширены наружу. Лапки и иногда голени красновато-коричневые. Коготки сросшиеся. Усики красновато-коричневые с черной булавой. Известны 2 формы вида — партеногенетическая и обоеполая. Самцы этого вида чрезвычайно локальны и редки.

## Ареал
Партеногенетическая форма — от юга лесостепья и степей Европы на востоке до Западной Сибири, на юг до Черноморского побережья, горного Дагестана, северо-восточная Турция и Казахстан. Обоеполая форма — Крым и в 2 точках Краснодарского края

## Местообитания и биология
Партеногенетические форма обитает на участке с преобладанием мятлика и типчака. Популяция близ Старокорсунской связана, с пыреем ползучим (Elytrigia repens).
Обоеполые популяции населяют участки со степной растительностью. Кормовые растения неизвестны.
Соотношение полов в популяции обоеполой формы в начале второй декады мая время составило 1:1. Самый ранний сбор в этом месте сделан 4 мая 1980 г., самый поздний — 17 июня 1987 г.

## Размножение
Известны 2 формы вида — партеногенетическая и обоеполая.

## Численность
Численность партеногенетических форм довольно высокая, обоеполых — редкие и локальные. Лимитирующие факторы не выяснены. Основным фактором, ограничивающим численность популяций обоеполой формы бородавчатого омиаса, представляются очень небольшие размеры заселенных ими участков.

## Замечания по охране
Занесен в Красную Книгу России (1 категория — находящийся под угрозой исчезновения вид). Охраняется в Нижнекундрюченском, Митякинском и Горненском заказниках.